# إليزابيث كاروثرز
إليزابيث كاروثرز هي غطاسة كندية، ولدت في 14 سبتمبر 1951 في إدمونتون في كندا.

## وصلات خارجية
- إليزابيث كاروثرز على موقع الاتحاد الدولي للسباحة (الإنجليزية)
- إليزابيث كاروثرز على موقع اللجنة الأولمبية الدولية (الإنجليزية)
- إليزابيث كاروثرز على موقع أوليمبيديا (الإنجليزية)
- إليزابيث كاروثرز على موقع اللجنة الأولمبية الكندية (الإنجليزية)
- إليزابيث كاروثرز على موقع اتحاد ألعاب الكومنولث (مؤرشف) (الإنجليزية)